# Highwire (Beverly Hills, 90210)
Highwire is de negende aflevering van het derde seizoen van het tienerdrama Beverly Hills, 90210, die voor het eerst werd uitgezonden op 23 september 1992.

## Verhaal
Als de groep moet beslissen naar welke universiteit ze willen gaan, ontstaan er veel conflicten. Kelly en Dylan groeien nog meer naar elkaar als ze toegeven allebei niet willen studeren. Jim en Cindy kondigen aan dat ze slechts voor één dure studie genoeg geld hebben en dat dus een van de tweeling niet kunnen studeren op een dure universiteit. Brenda en Brandon hebben allebei hoge ambities en krijgen onderling ruzie als ze proberen op te lossen wie van hen gebruik mag maken van de dure studie. Brandon vindt namelijk dat Brenda alles krijgt wat haar hartje begeert en vast ook de studiegeld zal krijgen.
Andrea wil dolgraag naar Yale, maar als haar leraar en begeleider Gil Meyers haar ontmoedigt, krijgt ze last van ernstige nachtmerries. Als ze hem confronteert dat ze het best aan kan, geeft hij toe dat het een test was voor haar vastberadenheid en dat hij niets liever wil dan een brief schrijven waarin hij haar aanraadt.
Ondertussen krijgt David het zwaar te verduren van Kelly als hij per ongeluk de badkamer binnenloopt als ze daar naakt staat. Kelly vindt hem een viezerik en maakt het hem het leven zuur. Donna neemt het voor hem op, waarna Kelly het bijlegt. Terwijl Brandon dichter naar Nikki toe groeit, ontdekt Donna erg creatief te zijn en wil naar de kunstacademie.
Steve besluit de sleutel te accepteren als hij ontdekt dat hij door zijn slechte cijfers misschien niet naar zijn gewenste universiteit kan. Hij wordt betrapt door de conciërge, maar weet hem op het nippertje om te kopen.
Uiteindelijk proberen Brandon en Brenda onderling op te lossen naar welke universiteit ze kunnen gaan als ze beiden denken dat de ander het geld zal krijgen. Ze kiezen allebei voor de California University, hetgeen niet veel geld kost en niet ver weg van huis is. Brenda wil hier een toneelacademie volgen en ook Brandon wil er studeren.

## Rolverdeling
- Jason Priestley - Brandon Walsh
- Shannen Doherty - Brenda Walsh
- Jennie Garth - Kelly Taylor
- Ian Ziering - Steve Sanders
- Gabrielle Carteris - Andrea Zuckerman
- Luke Perry - Dylan McKay
- Brian Austin Green - David Silver
- Tori Spelling - Donna Martin
- Carol Potter - Cindy Walsh
- James Eckhouse - Jim Walsh
- Dana Barron - Nikki Witt
- Mark Kiely - Gil Meyers
- Joe E. Tata - Nat Bussichio
- Nicholle Tom - Sue Scanlon
- Denise Dowse - Mrs. Yvonne Teasley
- Jeff Doucette - Hudge
- Mary Kate McGeehan - Miss Signorelli